# Giat 20F2
Die Giat 20F2 ist eine Maschinenkanone der französischen Marine.

## Geschichte
Die Kanone Giat 20F2 wurde von GIAT in den 1980er-Jahren für die französische Marine entwickelt. Sie sollte die 20-mm-Oerlikon-Kanone ersetzen und basiert auf der 20-mm-Tarasque-Maschinenkanone des französischen Heeres, die auch als „Canon Mitrailleur 20 mm Mle 693“ bezeichnet wird.

## Technik

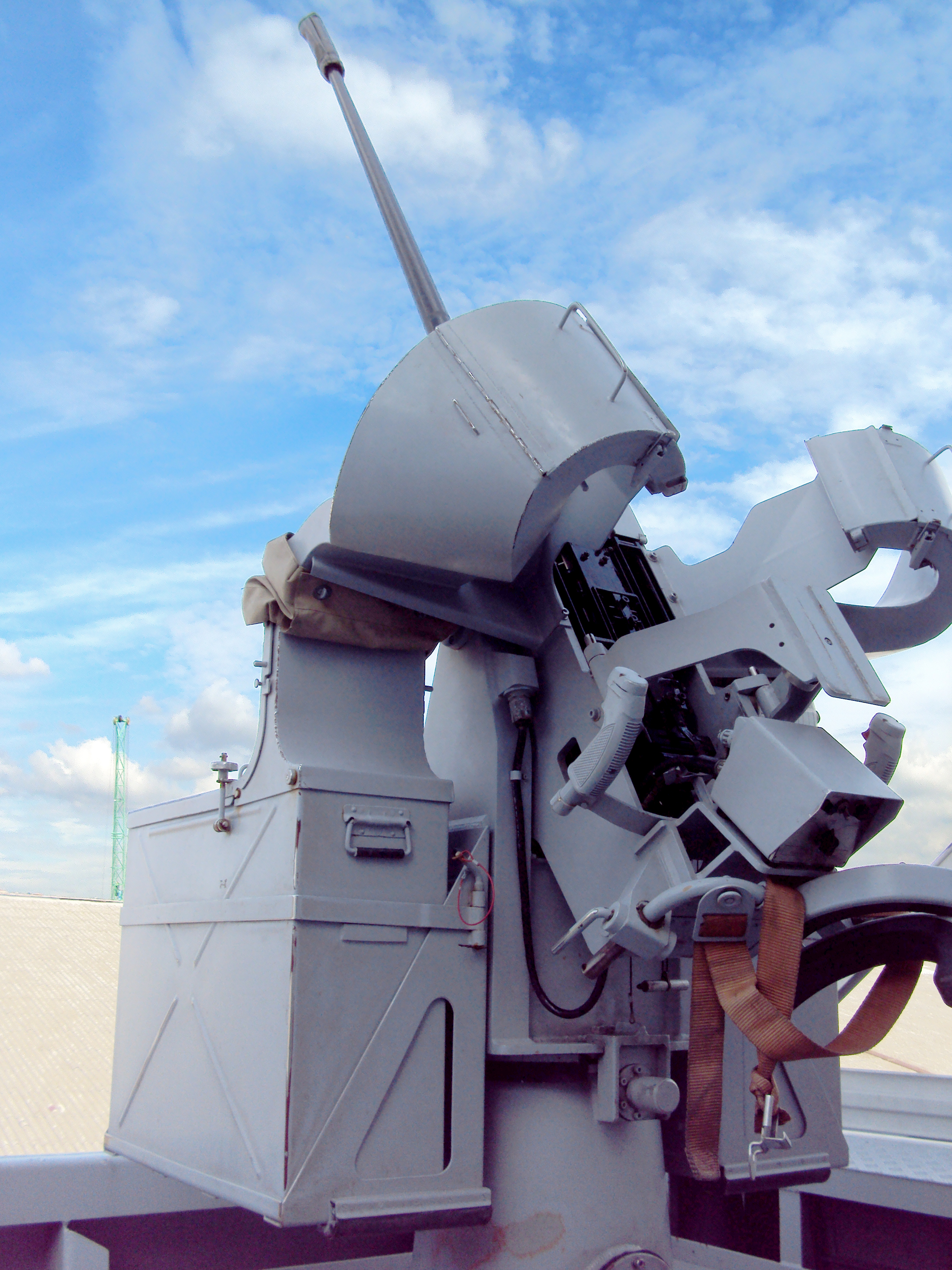
Eine Giat-20F2-Kanone auf der französischen Fregatte Forbin (Horizon-Klasse)

Die Giat-Kanone 20F2 ist einrohrig ausgelegt und ein Rückstoßlader mit verzögertem Masseverschluss:
- Kaliber: 20 × 139 mm
- Gewicht der Waffe: 323 kg
- Höhenrichtbereich: −15° bis +65°
- Seitenbereich: 360°
- Mündungsgeschwindigkeit: 1050 m/s
- Feuergeschwindigkeit: 720 Schuss/min
- effektive Schusshöhe: 1500 m

Sie nutzt eine ähnliche Feuerleittechnik wie das 40-mm-Bofors-Geschütz oder die 20-mm-Oerlikon-Kanone.

## Nutzer
Die französische Marine nutzt sie unter anderem auf folgenden Schiffen:
- Charles de Gaulle
- Horizon-Klasse
- La-Fayette-Klasse
- Floréal-Klasse
- Éridan-Klasse

Neben der französischen Marine werden die Geschütze auch auf Schiffen der Tripartite-Klasse Belgiens, der Niederlande, Pakistans und Indonesiens, der „Kasunga-Klasse“ (Malawi) und der „NAJA 12-Klasse“ (Saudi-Arabien) eingesetzt.